# 125丁目駅 (IRTブロードウェイ-7番街線)
125丁目駅（125ちょうめえき、英語: 125th Street）は、ニューヨーク市地下鉄IRTブロードウェイ-7番街線の駅で、マンハッタン区のハーレムとモーニングサイド・ハイツ境界にあたる125丁目とブロードウェイの交差点に位置している。1系統が終日停車する。
地形の都合上、当駅は両隣が地下区間に挟まれた高架駅となっているほか、マンハッタンの高架駅の中で最南端に位置している。

## 歴史
最初の地下鉄の運行は1904年10月27日に開始され、シティ・ホール駅から145丁目駅まで開通した際の途中駅として開業した。当駅は1948年6月11日に、10両編成の列車が停車できるようにホームが延伸された。
2002年には当駅を改装することが発表され、2003年に改装された。ただし、エレベーターは未設置なので改装後もADAには対応していない。

## 駅構造
| P ホーム階 | 相対式ホーム、右側ドアが開く | 相対式ホーム、右側ドアが開く                            |
| P ホーム階 | 北行緩行線                   | ← ヴァン・コートランド・パーク-242丁目行き（137丁目駅） |
| P ホーム階 | 混雑方向急行線               | → 定期列車設定なし                                      |
| P ホーム階 | 南行緩行線                   | → サウス・フェリー駅行き（116丁目駅）→                  |
| P ホーム階 | 相対式ホーム、右側ドアが開く |                                                         |
| M          | 改札階                       | 改札口、駅員詰所、メトロカード自動販売機                |
| G          | 地上階                       | 出入口                                                  |

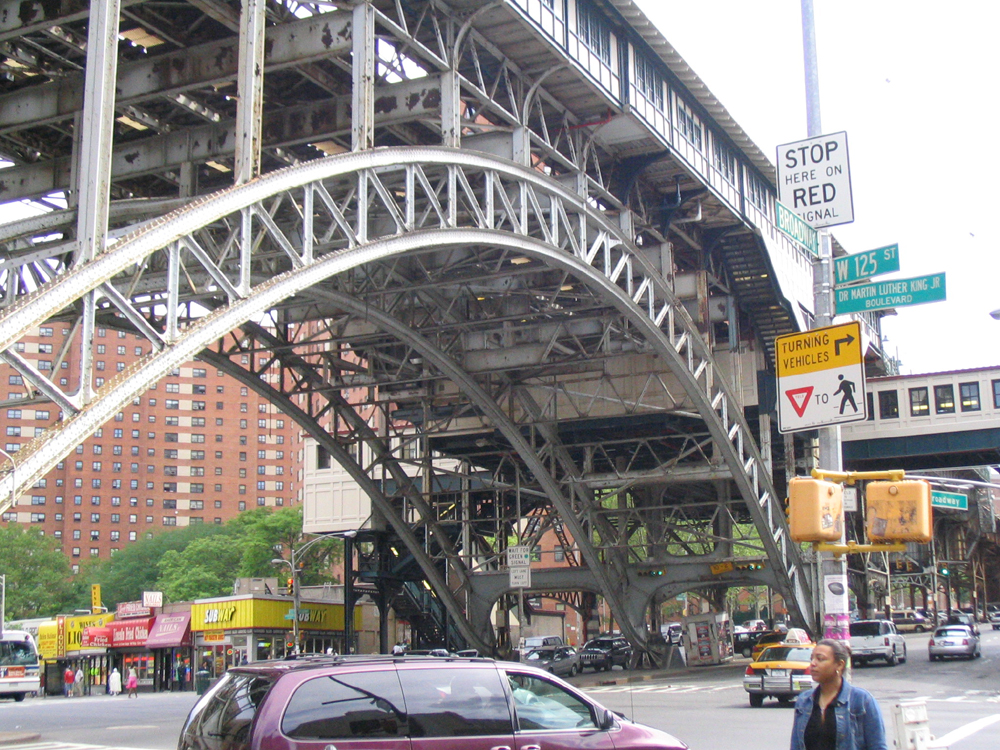
ブロードウェイから駅を望む

当駅は相対式ホーム2面と緩行線2線・急行線1線を有した2面3線の高架駅で、中央の急行線は現在定期列車では使用されていない。1983年に当駅前後の高架橋（122-135丁目付近）はアメリカ合衆国国家歴史登録財に指定されている。

### 出口
改札口はホーム中央付近の1か所のみである。改札の外には、西側に詰所と囲まれた通路があり、2つのエスカレーターがブロードウェイの西側に下り、反対方向に分岐している。 1つのエスカレーターが125丁目に通じ、もう1つがティエマン・プレイスに通じている。駅舎の東側には別の連絡通路があり、エスカレーターが南に面し、ブロードウェイと125丁目の南東に通じている。この通路に隣接して、上半分がブロードウェイの真上にあり、囲まれたエスカレータの下半分が交差点の同じ角に向かう「L」字型の階段がある。

## ギャラリー

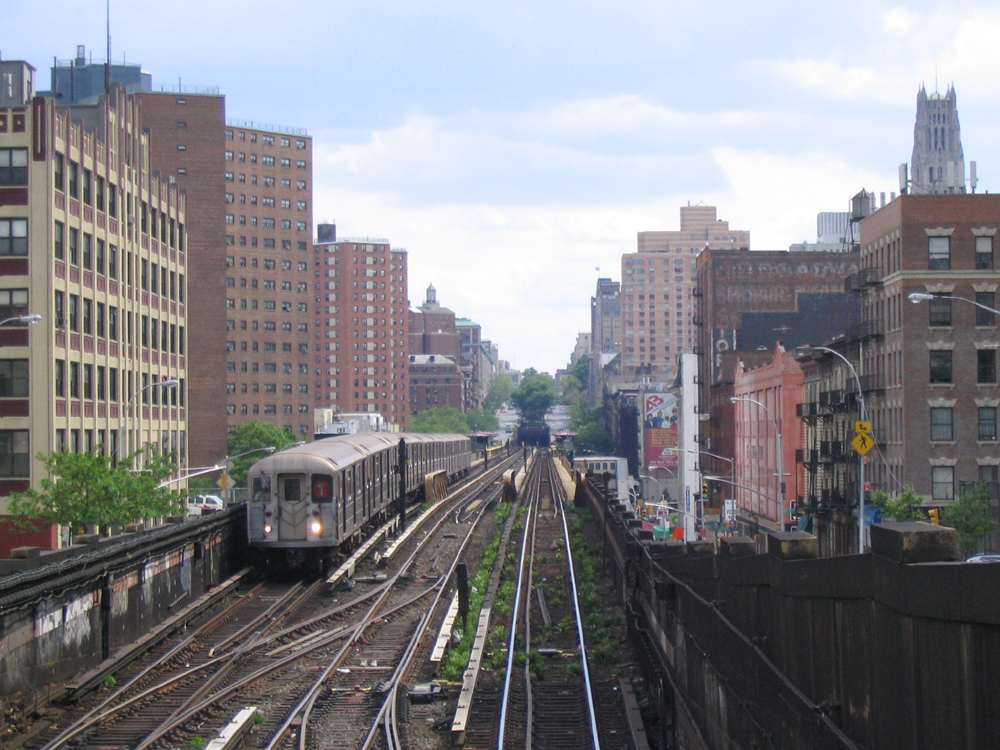
北行1系統とその奥の駅
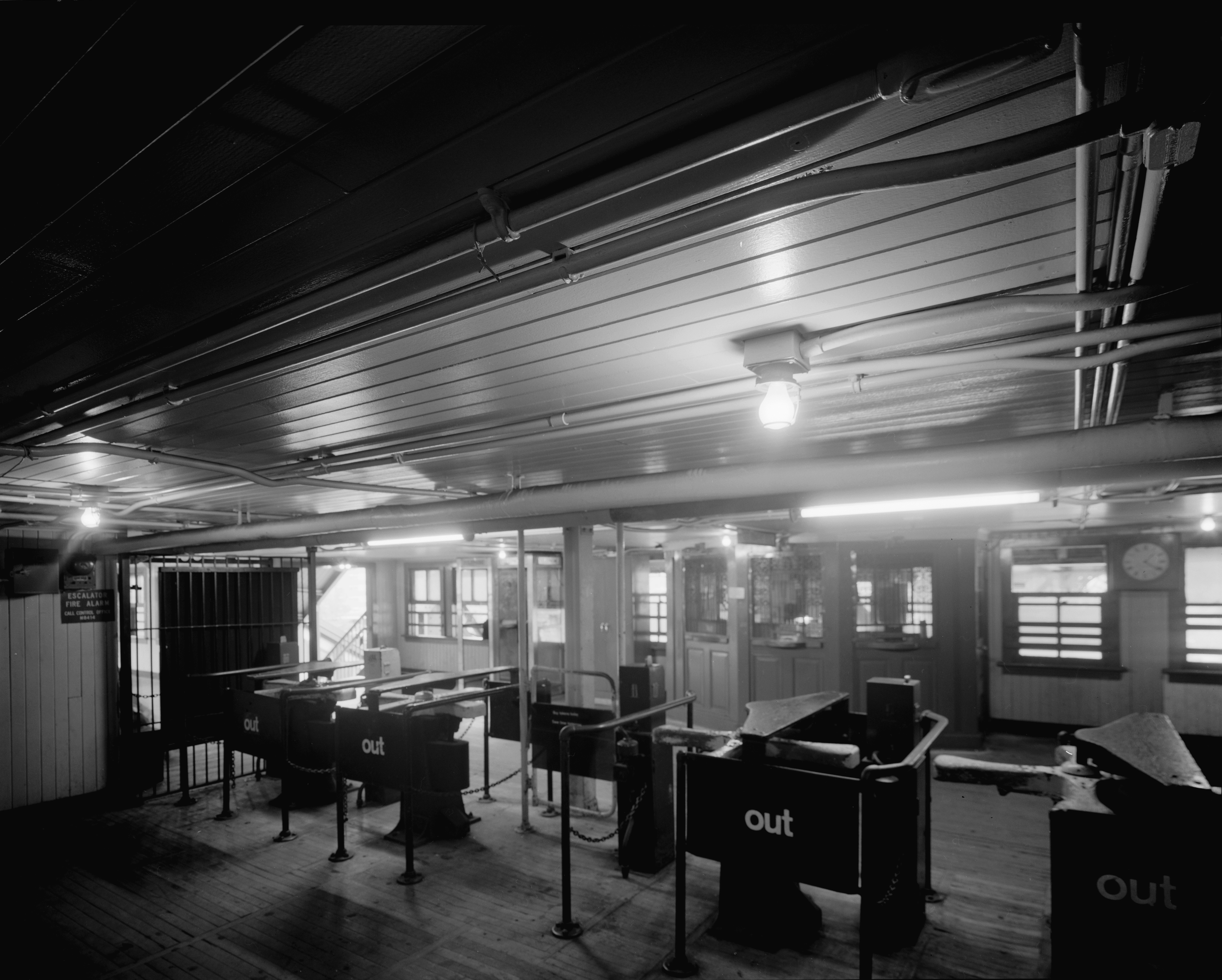
駅入口と改札口(1978年)
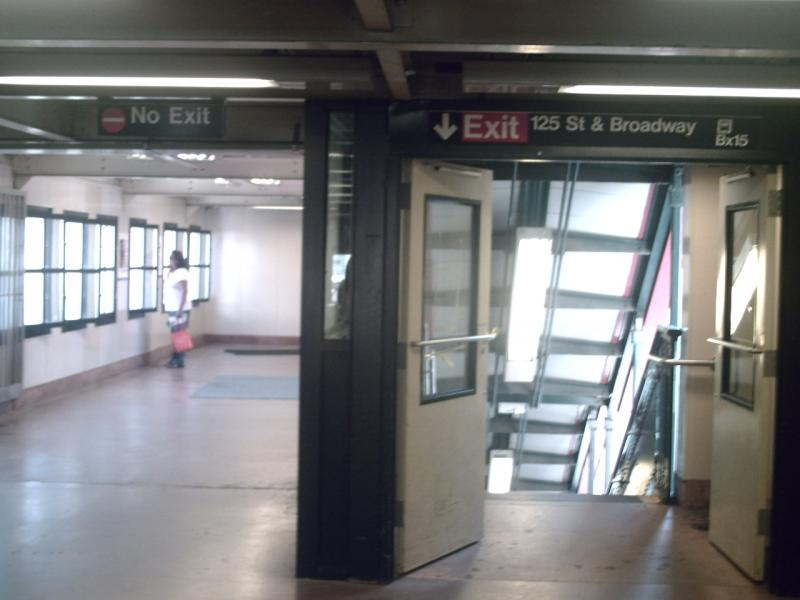
階段とエスカレーターへの連絡通路
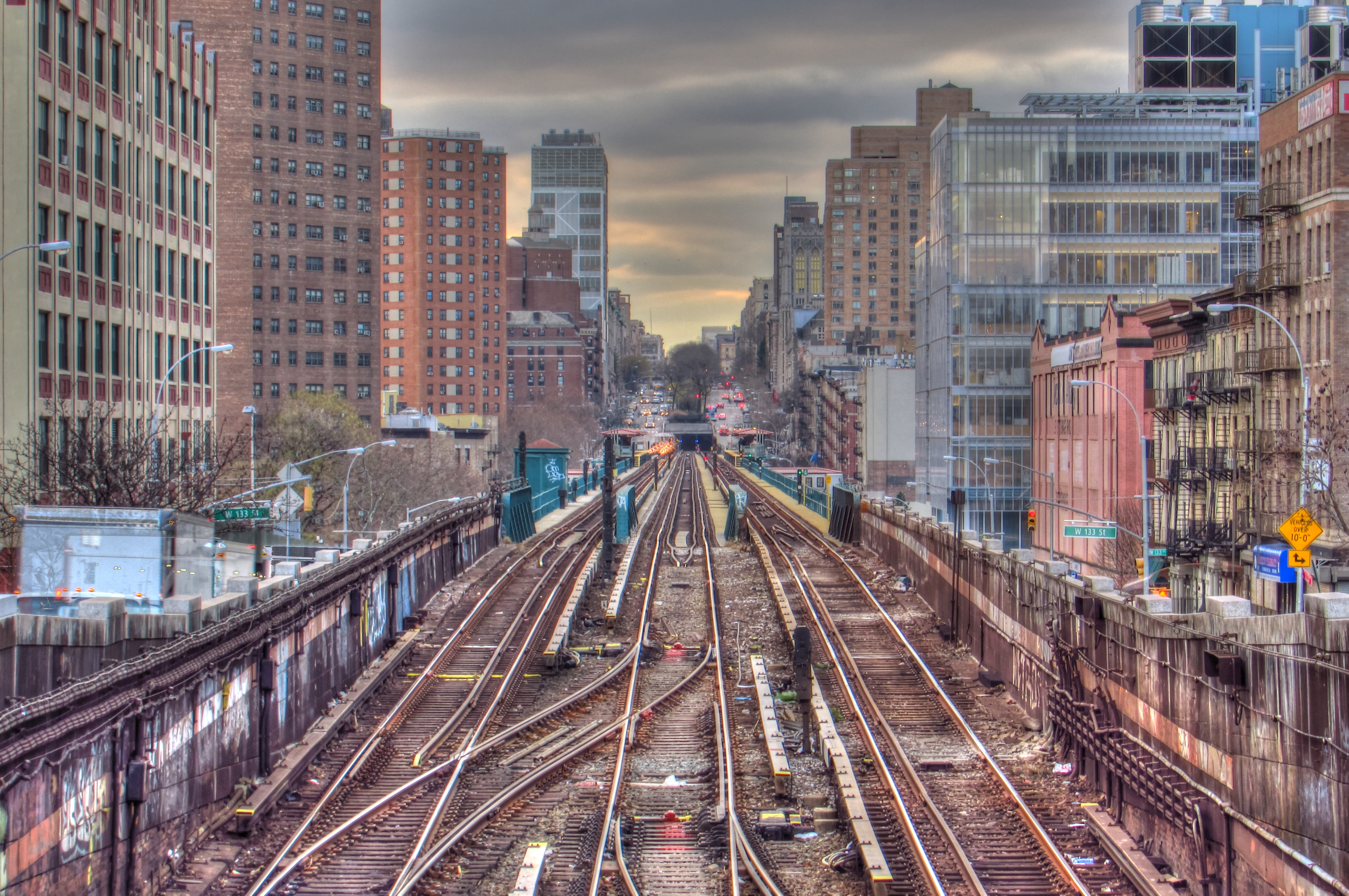
135丁目から駅を見る
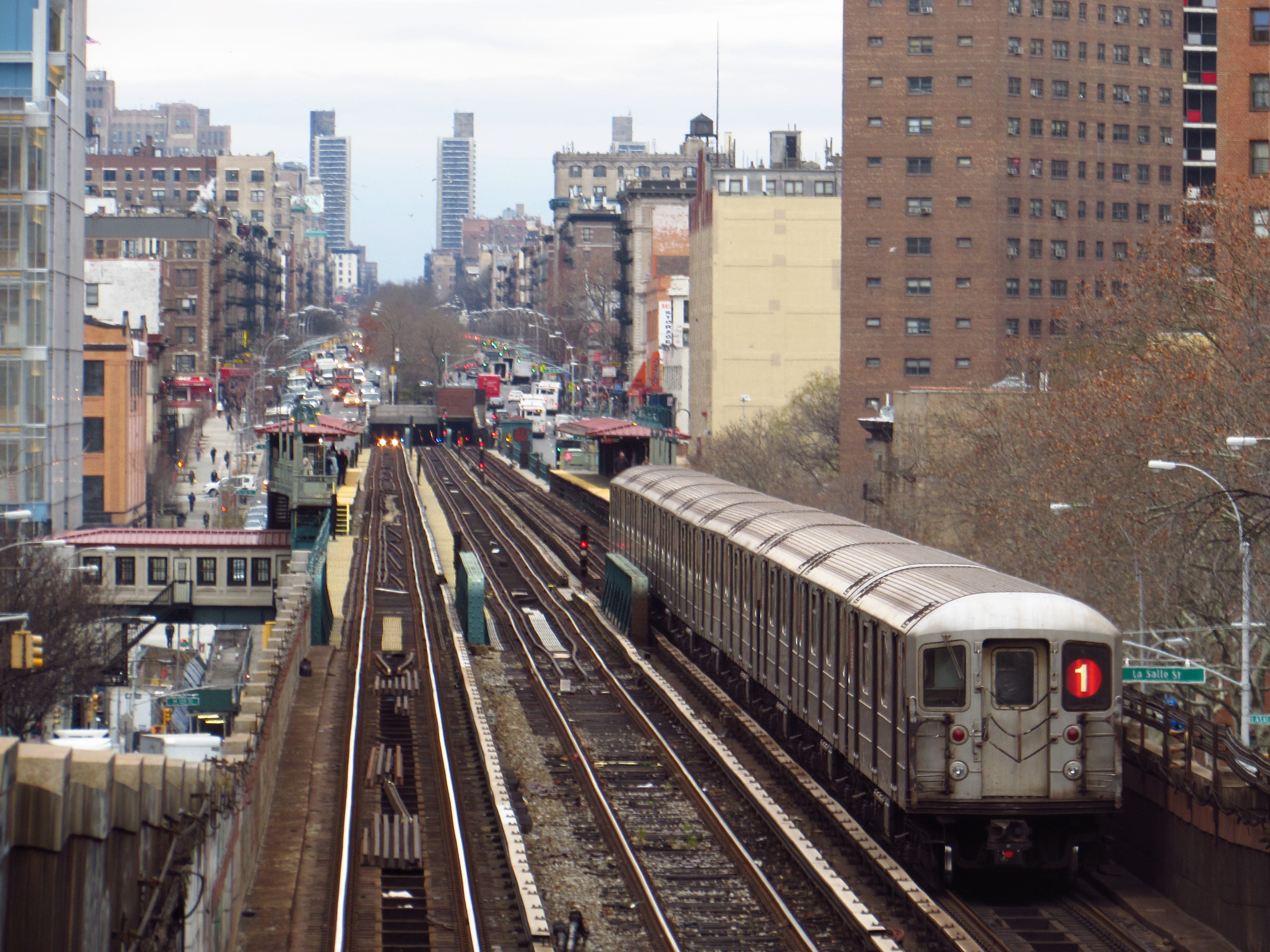
122丁目から駅と北行1系統を見る